# Klivija
Klivija (lat. Clivia) biljni rod iz porodice zvanikovki. Pripada mu ukupno 6 priznatih vrsta i jedan hibrod. 
Za cvjećarsku proizvodnju značajna je samo C. miniata Regel.. Potječe iz Južne Afrike. U Englesku je prenesena 1854. godine.  U domovini se bujno razvija od svibnja do listopada, a za velikih suša vegetacija joj prestaje i počinje njezino dozrijevanje. Klivija nije prava lukovičasta biljka ali ima lukovičastu stabljiku koju obuhvaćaju debeli listovi, pa sliči lukovici. Listovi su joj zimzeleni, oblikom podsjećaju na remen. Iz zemlje uvijek izlaze u parovima, iz debeloga višegodišnjeg rukavca, povijeni su prema van te dugački 60 cm. Cvjetna stapka na vrhu nosi veliki štitac s 10 - 20 crvenih cvjetova. Cvat se pojavljuje u kasno proljeće, nikad iz sredine biljke.

## Uzgoj
Može se razmnožavati sjemenom i vegetativno.

#### Vegetativno razmnožavanje
Takvo razmnožavanje je veoma skupo jer treba velik broj matičnih biljaka. S matične se biljke otkidaju i ukorjenjuju bočni izbojci koji izbijaju na donjem i mesnatom dijelu starije biljke. Najbolji su izbojci s 4 – 5 razvijenih listova i s nešto korijenja. Ranu koja na matičnoj biljci ostane nakon što se izbojci otkinu treba naprašiti ugljenim prahom. Otkinuti se izbojci sade u lonce s lakim pjeskovitim supstratom. Ukorjenjuju se pri 15 – 20 °C. U prvo vrijeme zalijeva ih se umjereno. Kad izbojci počnu rasti, prignojavaju se i više zalijevaju.

#### Uzgoj iz sjemena
Traje dvije do tri godine. I za to su potrebne matične biljke. Za dobivanje sjemena pelud se mora kistom prenijeti s cvijeta na cvijet. Ostavlja se 4 – 7 plodova po biljci da dozru. Od oprašivanja do zrelog sjemena protekne 9 - 10 mjeseci. Sjeme se sije u lončiće ili sandučiće. Supstrat se sastoji od treseta i sitnog pijeska (omjer 1:1). Sije se na razmak 3 - 5 cm, prekrije se supstratom i sjeni do nicanja. Iznikne neravnomjerno za 3 - 6 tjedana pri temperaturi 20 – 22 °C. Kad biljčica naraste 6 – 9 cm, pikira se u sandučiće na razmak 6 x 6 cm. Drugi put se pikira u lončiće promjera 8 cm. U travnju sljedeće godine ponovno se presađuje u lončiće promjera 10 cm. Treće godine u travnju presađuju se u lonce promjera 12 – 13 cm. Budući da biljke nejednako niču, različite su veličine, pa se pri presađivanju moraju razvrstati. Najrazvijenije biljke procvatu nakon dvije godine.

## Gnojidba
Jedanput na tjedan u vegetaciji, a za vrijeme mirovanja (listopad – studeni) se ne gnoji.

## Njega
Cijelu godinu kliviju treba držati na istome mjestu. Prezimljuje na temperaturi 12 - 15 C. Nije osjetljiva na suhi zrak. Ne podnosi vodu stajaćicu. Preko ljeta se dobro zalijeva. Za vrijeme mirovanja treba je držati na suhome. Na hladnome mjestu gotovo je i ne treba zalijevati. Listove joj treba čistiti od prašine. Dok su biljke mlade, presađuju se svake godine, a starije se biljke presađuju rjeđe. Presađuju se odmah nakom cvatnje.

## Vrste
- Clivia caulescens R.A.Dyer
- Clivia cyrtanthiflora (Lindl. ex K.Koch & Fintelm) T.Moore
- Clivia gardenii Hook.
- Clivia miniata (Lindl.) Bosse
- Clivia mirabilis Rourke
- Clivia × nimbicola Swanev., Truter & A.E.van Wyk
- Clivia nobilis Lindl.
- Clivia robusta B.G.Murray & al.